# Mario Hochgerner

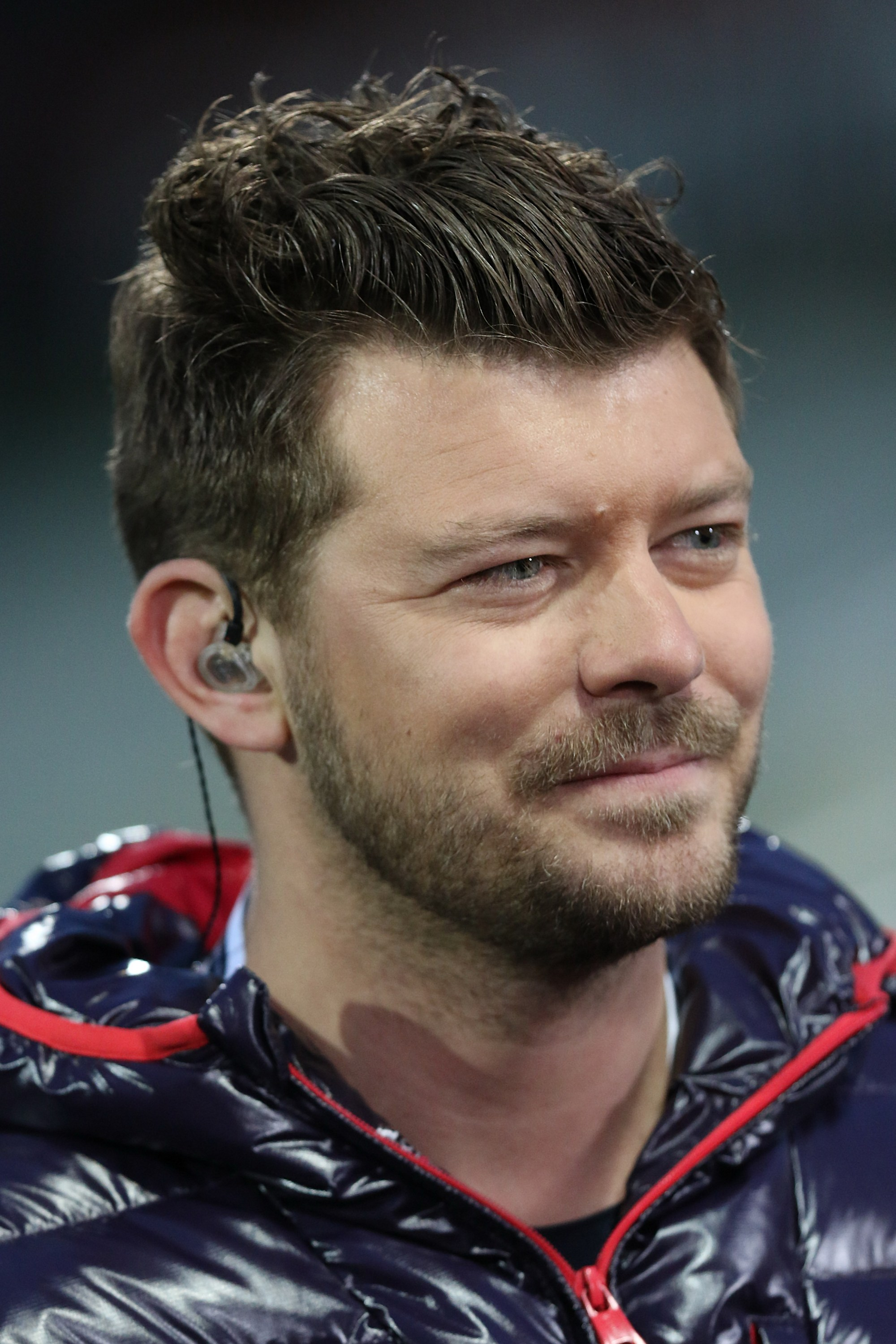
Mario Hochgerner, 2017

Mario Hochgerner (* 23. August 1984 in Wien) ist ein österreichischer Sportmoderator und Kommentator. Derzeit arbeitet er für Puls 4 und DAZN.

## Leben
Hochgerner wuchs in Breitenfurt bei Wien auf. Im Jahr 2005 absolvierte er seine Matura an der Vienna Business School Mödling und begann zwei Jahre später bei „Antenne Wien – Das City Radio“ als Radiomoderator. Im Jahr 2008 wechselte er zum Privatradio KroneHit und moderierte dort bis 2014. Parallel zu seiner Tätigkeit als Radiomoderator war er ab 2009 als Reporter für das Frühstücksfernsehen „Cafe Puls“ tätig. Im Jahr 2011 wechselte er in die Sportredaktion von Puls 4. Zwischen 2012 und 2015 war er als Field Reporter und Highlight-Kommentator der UEFA Champions League auf Puls 4 im Einsatz. Seit 2015 meldet er sich als Field-Moderator bei Spielen der UEFA Europa League aus den Stadien und führt für Puls 4 die Interviews.
Seit Sommer 2016 ist er auch als Fußballkommentator für DAZN in Deutschland, Österreich und der Schweiz tätig.
Zusammen mit Florian Knöchl und Dori Bauer präsentiert er seit Oktober 2017 auf Puls 4 die Sendung Ninja Warrior Austria.